# Paranemastoma quadripunctatum
Espèce
Synonymes
- Phalangium quadripunctatum Perty, 1833
- Phalangium flavimanum Koch, 1835
- Nemastoma flavipalpum Doleschall, 1852
- Nemastoma quadripunctatum moesiacum Roewer, 1919
- Nemastoma nervosum Roewer, 1923
- Nemastoma quadripunctatum lessinensis Caporiacco, 1940
- Crosbycus lengersdorfi Roewer, 1951
- Nemastoma alfkeni Roewer, 1951
- Nemastoma armeniacum Roewer, 1951
- Nemastoma austriacum Roewer, 1951
- Nemastoma chaucicum Roewer, 1951
- Nemastoma gertschi Roewer, 1951
- Nemastoma strasseri Roewer, 1951
- Nemastoma emonense Hadži, 1973
- Nemastoma quadripunctatum carniolicum Hadži, 1973
- Nemastoma mediosignatum Hadži, 1973
- Nemastoma slovenicum Hadži, 1973
- Nemastoma triglavense Hadži, 1973

Paranemastoma quadripunctatum est une espèce d'opilions dyspnois de la famille des Nemastomatidae.

## Distribution
Cette espèce se rencontre en Europe de l'Est de la France à la Hongrie et des Pays-Bas au Nord de l'Italie.

## Description
Les mâles mesurent de 3,3 à 4,0 mm et les femelles de 3,9 à 4,1 mm.

## Systématique et taxinomie
Cette espèce a été décrite sous le protonyme Phalangium quadripunctatum par Perty en 1833. Elle est placée dans le genre Nemastoma par Simon en 1879 puis dans le genre Paranemastoma par von Helversen et Martens en 1971.
Phalangium flavimanum et Nemastoma flavipalpum ont été placées en synonymie par Roewer en 1914.
Crosbycus lengersdorfi a été placée en synonymie par Gruber en 1964.
Nemastoma nervosum, Nemastoma quadripunctatum lessinensis, Nemastoma alfkeni, Nemastoma austriacum, Nemastoma chaucicum, Nemastoma gertschi, Nemastoma emonense, Nemastoma quadripunctatum carniolicum, Nemastoma mediosignatum, Nemastoma slovenicum et Nemastoma triglavense ont été placées en synonymie par Martens en 1978.
Nemastoma quadripunctatum moesiacum a été placée en synonymie par Novak et Gruber en 2000.
Nemastoma strasseri a été placée en synonymie par Novak en 2005.
Nemastoma armeniacum a été placée en synonymie par Martens en 2006.

## Publication originale
- Perty, 1833 : « Arachnida. » Delectus animalium articulatorum, quae in itinere per Brasiliam annis MDCCCXVII-MDCCCXX jussu et auspiciis Maximiliani Josephi I. Bavaria regis Augustissimi peracto collegerunt Dr. J.B. de Spix et Dr. C.F. Ph. de Martus, gigessit, descripsit, pingenda curavit Dr. Maximilianus Perty est et editit Dr. Ph. De Martus, Frid. Fleischer, Monachii (Munich), p. 125–224 (texte intégral).